# Chèvre du Simplon
La chèvre du Simplon, (en italien capra Sempione, en allemand Simplerziege) est une race de chèvre domestique italo-suisse, originaire de la région du Simplon. Elle est en danger grave d'extinction.

## Description
La chèvre du Simplon porte une robe blanche ou crème aux longs poils. C'est un animal relativement grand, 75 cm au garrot pour le bouc et 65 cm pour la chèvre. Le mâle peut atteindre 75 kg et la femelle 55 kg en moyenne. Sa production laitière est faible, elle sert donc surtout pour la production de viande et pour l'entretien des prairies naturelles.

## Histoire
Cette race avait traditionnellement un solide ancrage en Valais et dans le nord de l'Italie. En 1938, elle n'est pas reconnue comme race officielle en Suisse ; pourtant en Italie son herd-book est tenu par l'Associazione nazionale della pastorizia. Depuis 2013, elle est suivie par la fondation suisse Pro Specie Rara, comme chèvre originaire du Valais. 
À la différence d'autres chèvres du Valais, sa laine est plus courte (20 cm lorsqu'elle n'est pas tondue). C'est une chèvre aux bonnes qualités d'engraissement et un animal robuste résistant aux climats difficiles.

## Distribution
Autrefois la chèvre du Simplon était largement répandue dans le canton du Valais et de l'autre côté de la frontière italienne. En 2015, la fondation suisse Pro Specie Rara n'en recense plus que 47 individus de race pure en Suisse et 39 en Allemagne et la qualifie de race en danger extrême; elle fait l'objet désormais d'un programme de soutien en Suisse, mais le nombre d'individus est inconnu en Italie. De son côté, la FAO la considère comme presque éteinte depuis 2007. 